# Mesodesma arctatum
Mesodesma arctatum is een tweekleppigensoort uit de familie van de Mesodesmatidae. De wetenschappelijke naam van de soort is voor het eerst geldig gepubliceerd in 1831 door Conrad.